# Suicide Note
Singles de Pantera
Drag the Waters
(1996) Floods
(1996)
Pistes de The Great Southern Trendkill
13 Steps to Nowhere Living Through Me (Hells' Wrath)
Suicide Note est une power ballad et chanson divisé en deux parties écrite et enregistrée par le groupe de heavy metal américain Pantera, pour leur huitième album studio, The Great Southern Trendkill. La première moitié de la chanson est sorti en tant que deuxième single de l'album en 1996.

## Structure de la chanson
"Suicide Note Pt.. I" est sans doute la chanson la plus diversifiée et expérimentale que Pantera n'a jamais enregistrée, car il dispose de guitares à 12 cordes et frd[Quoi ?] claviers, et aucune guitare électrique saturée. Dimebag Darrell dit à Guitar World en 1996 qu'il a écrit toutes les parties de guitare de la chanson pour la première fois, il a ramassé une guitare à 12 cordes que Washburn Guitars a envoyée en guise de remerciement pour sa nouvel avenant[Quoi ?] de l'entreprise.
Son suivi, "Suicide Note Pt.. II", en contradiction avec Pt. 1, est une chanson très brutale, avec de faibles tunings, un chant hurlé partout et un claquage à son paroxysme.

## Paroles
Les paroles de la chanson décrivent les tentatives de suicide, à savoir l'ouverture du poignet.

## Personnel
- Philip Anselmo – Chant
- Dimebag Darrell – Guitare à 12 cordes (Pt. I), guitare électrique (Pt. II)
- Rex Brown – basse (Pt. II)
- Vinnie Paul – batterie (Pt. II)
- Seth Putnam (de Anal Cunt) - chants additionnel (Pt. II)
- Big Ross - Claviers (Pt. I)